# Marina di Massa
Marina di Massa is een plaats (frazione) in de Italiaanse gemeente Massa.

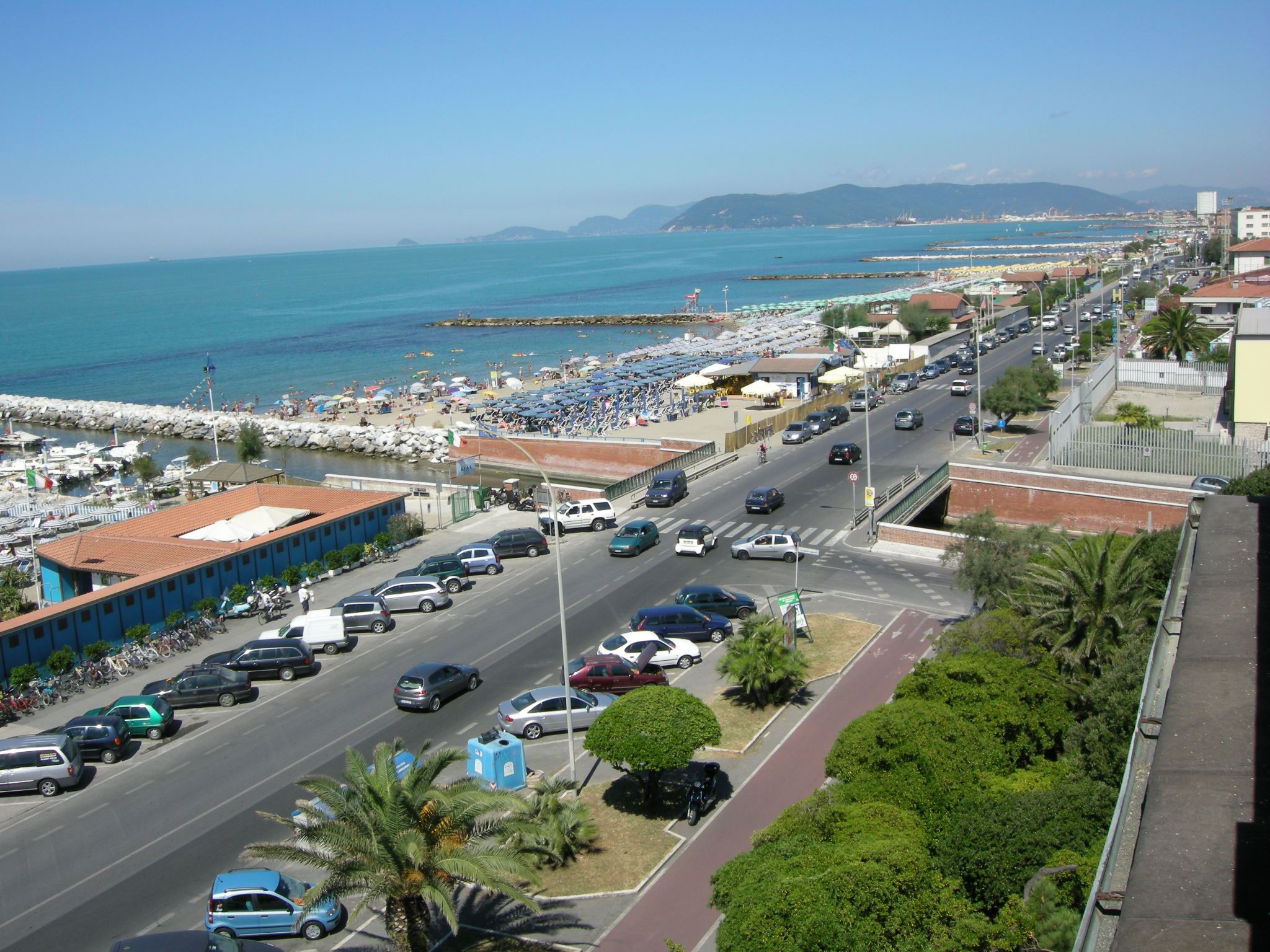
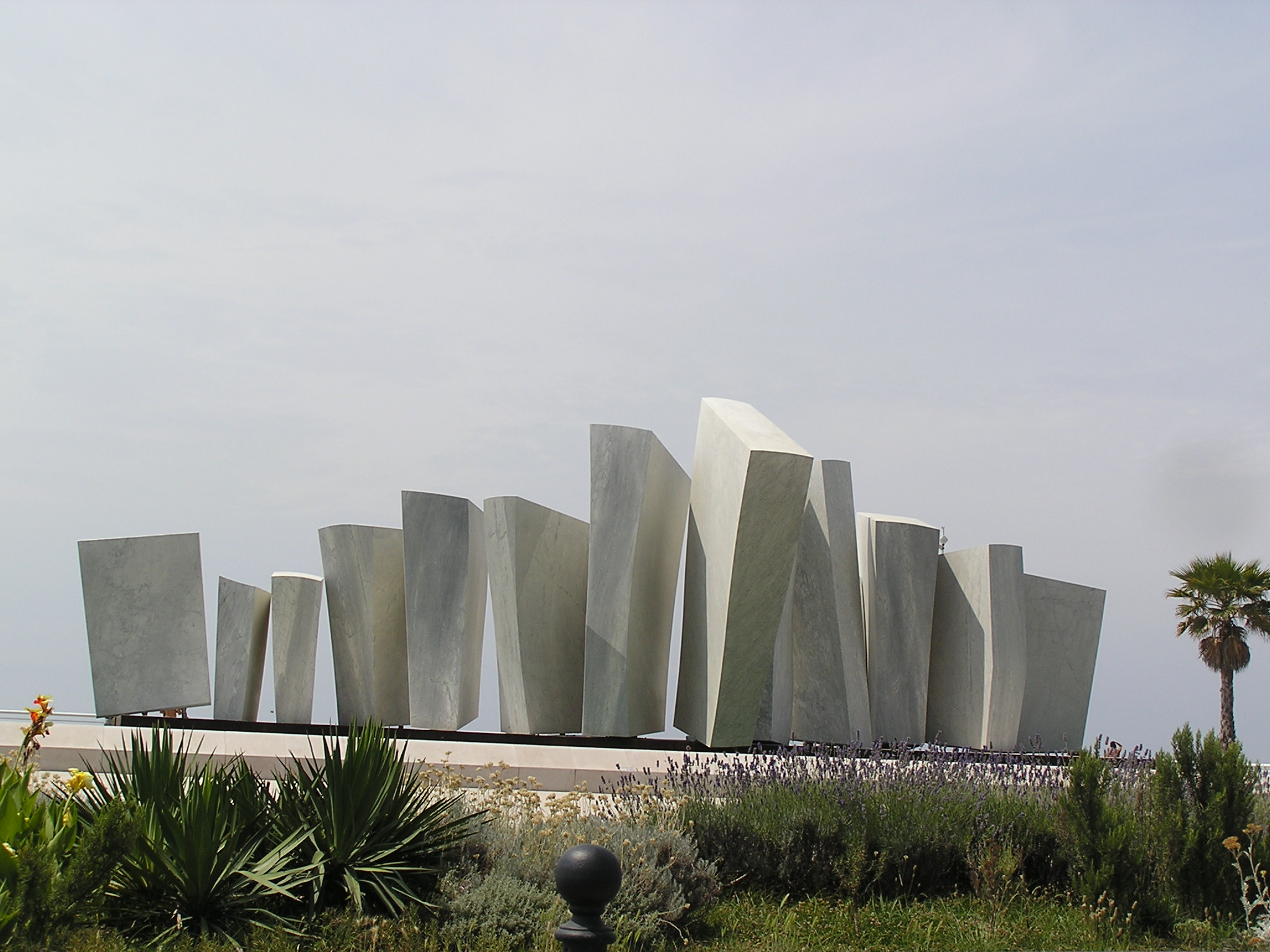